# Argecilla
Argecilla è un comune spagnolo di 70 abitanti situato nella comunità autonoma di Castiglia-La Mancia.
In passato è stata chiamata anche Algecilla.